# Imer
Imèr (IPA: /iˈmɛr/) è un comune italiano di 1 173 abitanti della provincia autonoma di Trento in Trentino-Alto Adige. È il primo paese che si incontra entrando dalla gola dello Schenèr, principale accesso alla valle del Primiero.
Il paese è adagiato sul conoide detritico del rio San Pietro, un ruscello che scende dal monte Bedolé e che, in occasione di alluvioni e forti piogge, sa trasformarsi in potente torrente di montagna. Il paese è rivolto a sud e quindi in una buona posizione assolata anche se, soprattutto dal tardo autunno e in inverno, la presenza del monte Vederna e del Monte Tasé tendono a nascondere il sole, soprattutto nella parte occidentale del paese e nelle frazioni di Masi e delle Pèze.
Lo sviluppo del paese segue due direttrici principali: quella del summenzionato rio San Pietro (da nord a sud) e quella della Strada statale 50 del Grappa e del Passo Rolle (da est ad ovest). La prima prende in considerazione la parte storica del paese, sviluppatasi proprio lungo la traccia del rio ("col de Riu"); la seconda, invece, ha ad oggetto la parte più recente del paese, sviluppatasi ai lati della strada principale. Dall'alto il paese sembra, geometricamente parlando, un rombo avente come diagonale verticale il ruscello e come diagonale orizzontale la strada.

## Geografia fisica

### Territorio

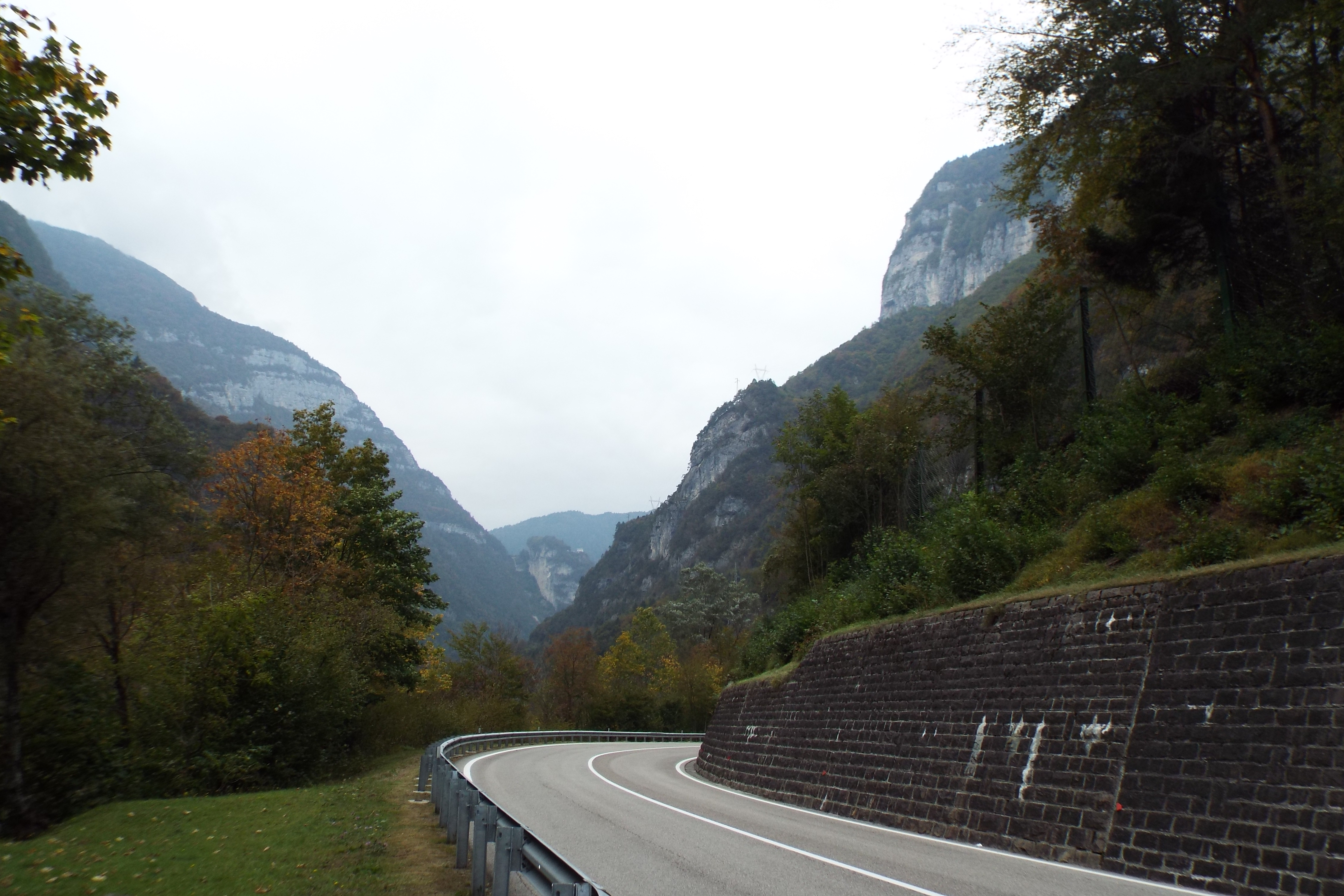
Veduta della val Schenèr, nella parte meridionale del comune

A sud-est di Imèr è situato il monte Tasé, mentre a sud si apre la val Noana. Attraverso questa valle sono visibili le Vette Feltrine e in particolare il monte Pavione. A sud-ovest inizia la valle dello Schenèr con l'omonimo lago, storico passaggio per arrivare in Primiero da Feltre e quindi dal mondo esterno. Ad ovest si erge il monte Totoga, ove è ben visibile la chiesetta di San Silvestro che domina la parte bassa della valle e da nord-ovest a nord-est si erge il Bedolé che si estende dal passo Gobbera fino quasi al passo Rolle (anche se il termine Bedolè indica solo una parte del monte).
Il paese è adagiato su un conoide detritico che confluisce, nel punto più basso, nella distesa pianeggiante chiamata Giare, nome derivante dalla tipologia di terreno composto in gran parte da ghiaia detritica, accumulata dalle piene del torrente Cismon, del rio San Pietro e del torrente Noana, ricoperta da un sottile strato di terreno, per lo più riportato dai contadini, grazie anche alla concimazione, nel corso dei secoli. La fertilità della distesa è medio-bassa proprio a causa della composizione del terreno sottostante e quindi, soprattutto in passato, gli agricoltori erano costretti alla ricerca di altre zone da sfruttare per l'allevamento del bestiame e la fienagione (come si vedrà in seguito, il Consorzio dell'Alpe Vederna nacque appunto per questo).

#### I Solivi

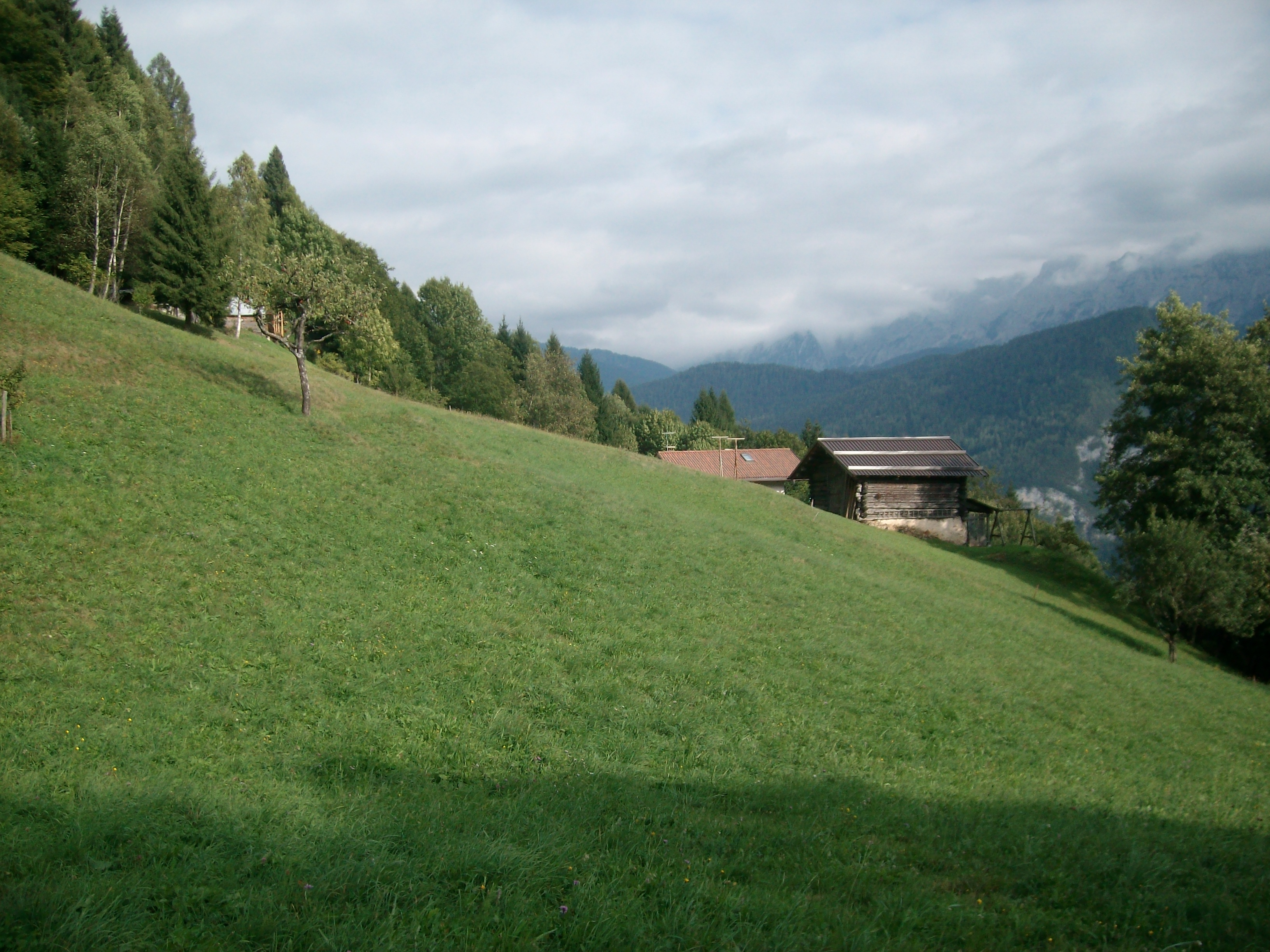
Prati in località Solàn, sopra Imèr

Il versante meridionale del monte Bedolé, nei territori comunali di Mezzano e di Imèr prende il nome di Solivi, dal fatto che è rivolto al sole. Ai Solivi si contrappongono i Pusterni, ovvero i versanti settentrionali dei monti Vederna e Tasé che per buona parte dell'anno in ombra.
I Solivi un tempo erano un enorme prato (ad eccezione delle valli molto impervie) con campi di varie colture e vari alberi da frutto (mele, pere, pesche, noci, ciliegie ed albicocche) disposti in modo regolare a favore della vivacità del paesaggio. Col miracolo economico del secondo dopoguerra la vita contadina venne abbandonata e non essendoci più il bisogno di fieno per le vacche i prati non vennero più falciati, col risultato che oggi buona parte dei Solivi, particolarmente la parte più alta, è ricoperta dal bosco.
Restano ancor oggi dei prati abbastanza grandi, come ad esempio Solàn e Solàn Grant ad ovest, Coladìna, Casiéi e i Maciódi ad est e le Còste e Baladói nella parte più alta.

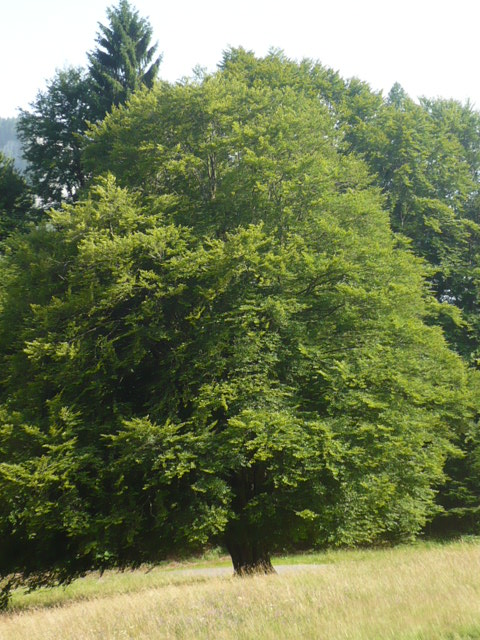
El fagherón è un faggio particolarmente sviluppato in località Solan grant, nel comune di Imèr

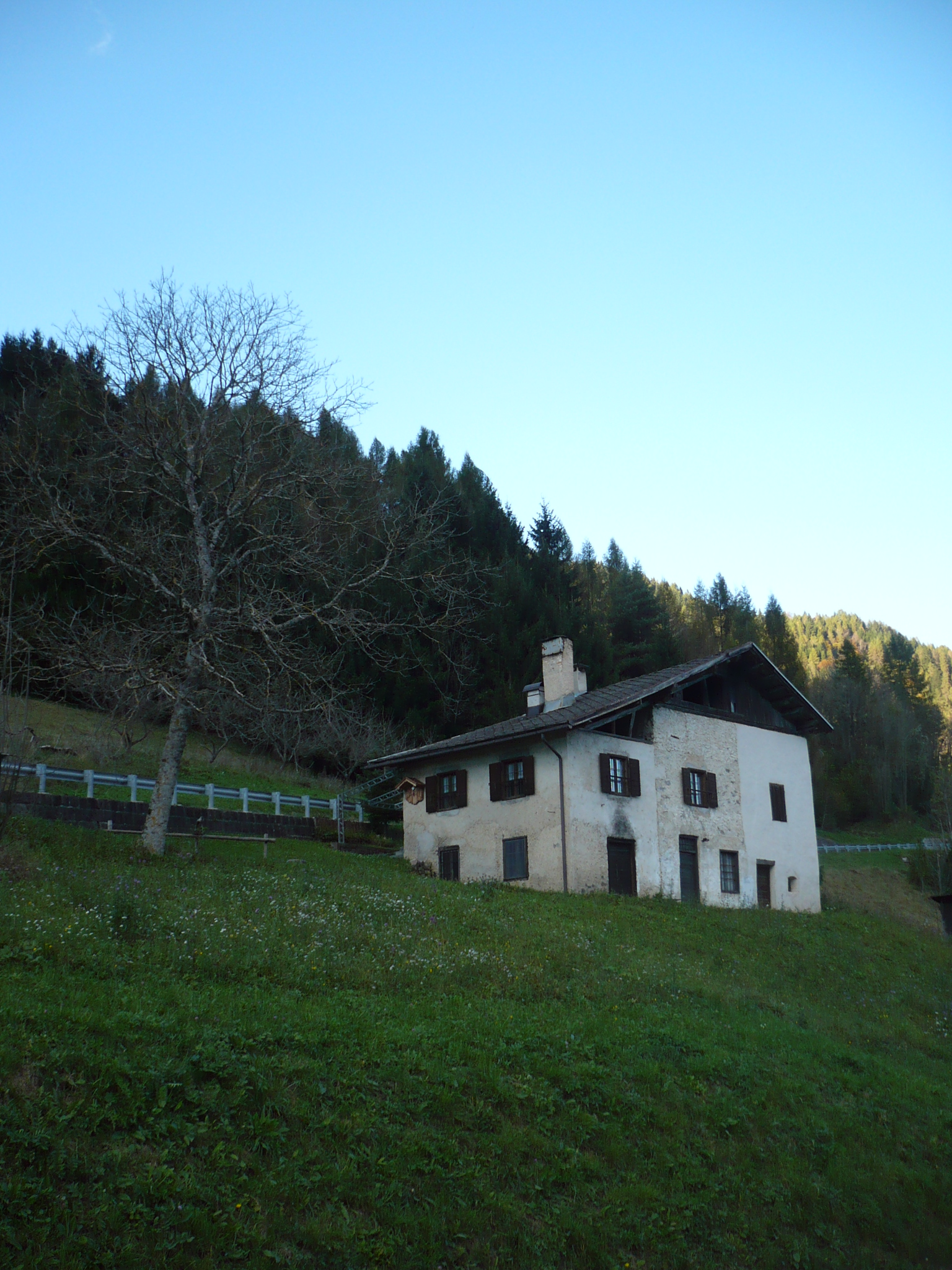
Un maso in località Darluch, fra Imèr e il passo Gobbera

#### Monte Vederna

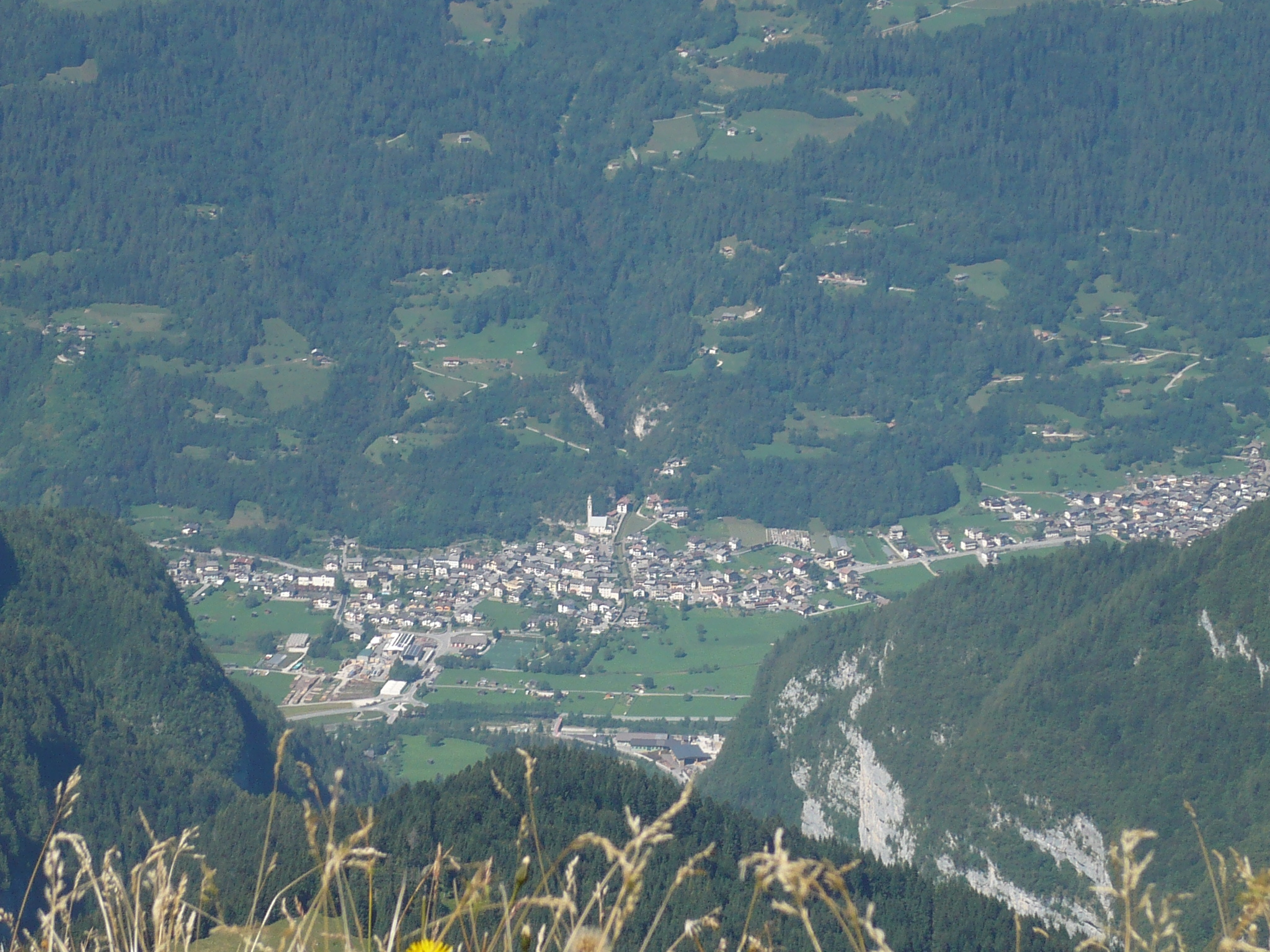
Imèr visto dal monte Pavione

Ai piedi del monte Pavione si estende il monte Vederna, un ampio prato caratterizzato dalla presenza di numerosi masi, le baite primierotte utilizzate per l'alpeggio del bestiame e per la conservazione del fieno. Il monte è accessibile attraverso tre differenti strade e da alcuni sentieri: dalla località Pontet per circa 15 km; da Imèr su una ripida strada di 4 km; sempre da Imèr percorrendo la val Noana e, in località Valpiana, deviando in direzione alpe Vederna (questa terza via è di circa 11 km complessivi). Sull'alpe Vederna, oltre ai succitati numerosi masi, trovano spazio una suggestiva chiesetta alpina, intitolata alla Madonna della Neve (sull'alpe, ad agosto, si svolge la festa della Madonna della Neve, la sagra delle Vederne, alla quale partecipano gli abitanti di Imèr e dell'intera valle, oltre ai numerosi turisti), un attrezzato rifugio, una cascina forestale utilizzata dalle parrocchie per i campeggi estivi ed invernali, e la malga Agneròla, proprio ai piedi del monte Pavione. A nord dell'alpe Vederna si colloca la cima del monte Vederna sulla cui sommità è presente un pianoro erboso, raggiungibile dall'alpe attraverso una comoda strada forestale.
A picco sulla valle di Primiero, sul lato nord del pianoro, è situata una croce, la croce degli Alpini, dalla quale è possibile ammirare un paesaggio dolomitico della valle di Primiero, i paesi situati lungo il torrente Cismon, il massiccio delle Pale di San Martino, il Lagorai, le Dolomiti della Val di Fassa e tutti i massicci posti a nord, nord est e nord ovest, fin dove lo sguardo si perde nel vuoto; la croce degli Alpini rappresenta uno dei luoghi più suggestivi e caratteristici dell'intera valle di Primiero. La croce, dotata di impianto di illuminazione, è ben visibile dal fondovalle nelle giornate festive e pre-festive e, assieme alla croce del Monte Padella, nel Comune di Transacqua, anch'essa illuminata, costituisce ormai un elemento imprescindibile dell'ambiente primierotto.

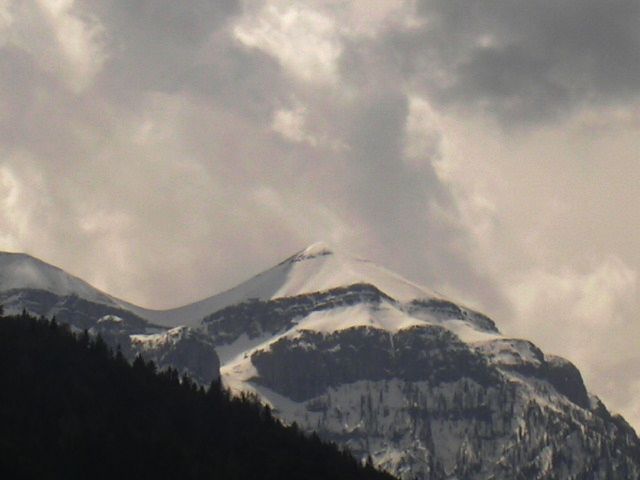
La piramide del Monte Pavione vista da Mezzano

La proprietà dell'alpe Vederna, fino a qualche tempo fa, non era né del comune di Imèr né di singoli privati: nel 1742 63 almeroi costituirono un consorzio che divise l'alpe in altrettante particelle, date in gestione a rotazione per dieci anni a ciascun socio e ai nuclei familiari che ne derivarono nel tempo. Oggi tale gestione è scomparsa, ma il consorzio sopravvive ed il numero di consorti o possibili consorti (i vesini dela Vederna, ovvero i discendenti, purché maschi e figli a loro volta di consorti maschi, di coloro i quali aderirono al primo consorzio; nel caso in cui un consorte avesse in passato o abbia tuttora solo figlie femmine, perdeva e perde il diritto di trasmettere ai propri eredi la qualità di consorte) è di difficile quantificazione.
Sempre sul monte Vederna è possibile ammirare gli "stoli" in località Morosna, ovvero delle gallerie scavate durante la guerra aventi dei fori dai quali era possibile sparare con i cannoni anche a lunga distanza, permettendo così un adeguato controllo di una ampia area di territorio trentino.

#### Scanaiòl e Arzón
Il comune di Imèr comprende anche un'isola amministrativa che comprende le cime Scanaiòl (2465 m s.l.m.) e Arzón (2309 m s.l.m.), che si trovano separate dal resto del comune. Questa parte prende il nome di Imèr II la cui menzione si riscontra già nel 1474 in una sentenza per porre gli esatti confini di questa zona con la Regola di Siror. Imèr II è stata assegnata al comune perché un tempo, quando gli abitanti erano contadini, c'era bisogno di fieno. Venne scelta la malga Scanaiòl per soddisfare questa necessità.
Ad Imèr II ci sono due malghe: la malga Arzon e la malga Scanaiòl.

### Clima
La zona climatica per il territorio di Imer, assegnata con Decreto del Presidente della Repubblica n. 412 del 26 agosto 1993 è classificata F, ovvero nessuna limitazione per l'accensione degli impianti termici.
Il clima di Imèr è quindi più freddo della media italiana, risultando fra quelli che necessitano di più energia per riscaldare le case nelle stagioni fredde.

## Origini del nome
L'origine del toponimo Imèr (erroneamente storpiato dai numerosi turisti e non valligiani in Ímer) è incerta:
Secondo alcune fonti deriva proprio dalla sua posizione geografica: in latino imus indica il basso, cioè la posizione di Imèr, adagiato sul fondovalle della conca del Primiero.

Altri sostengono che il toponimo derivi da San Imero, a cui i canòpi (dal tedesco Bergknappen ovvero minatori) erano molto devoti. A questo santo si crede che sia stata dedicata anche una chiesa oggi non più esistente.

## Storia

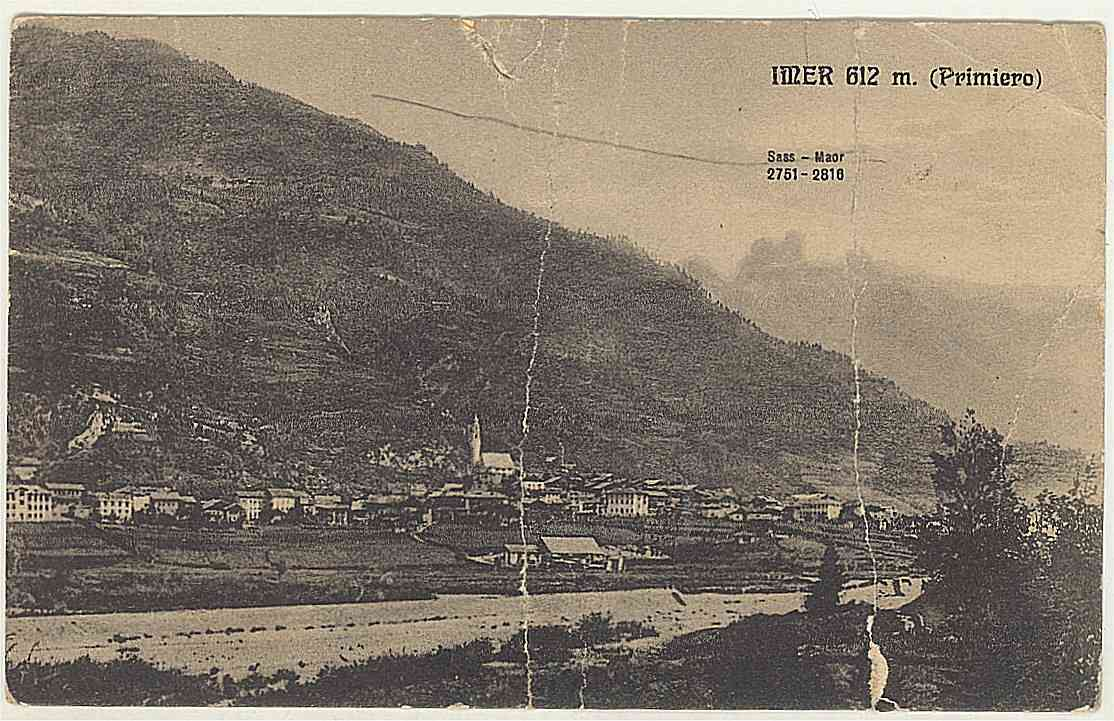
Una cartolina del 1924 di Imèr

Imèr, storicamente unito a Canal San Bovo, si rese indipendente nel 1797 e costituiva già dall'XI secolo uno dei quattro colmelli o  regole del Primiero assieme a Tonadico, Transacqua e Mezzano (nel ventennio fascista).
Il territorio del comune confina con la provincia di Belluno e lungo la Strada statale 50 del Grappa e del Passo Rolle e del Passo Rolle, all'altezza della frazione di Pontet, era situata, fino alla conclusione della prima guerra mondiale, la dogana fra l'impero austro-ungarico (di cui l'intero Trentino-Alto Adige faceva parte) e il Regno d'Italia.
Nell'inizio del novembre del 1966 il paese, come anche il resto della valle, venne travolto da un'alluvione che portò molti danni ed un morto nel paese stesso. È la stessa alluvione che a Firenze distrusse o danneggiò alcune preziose opere d'arte.

### Le miniere

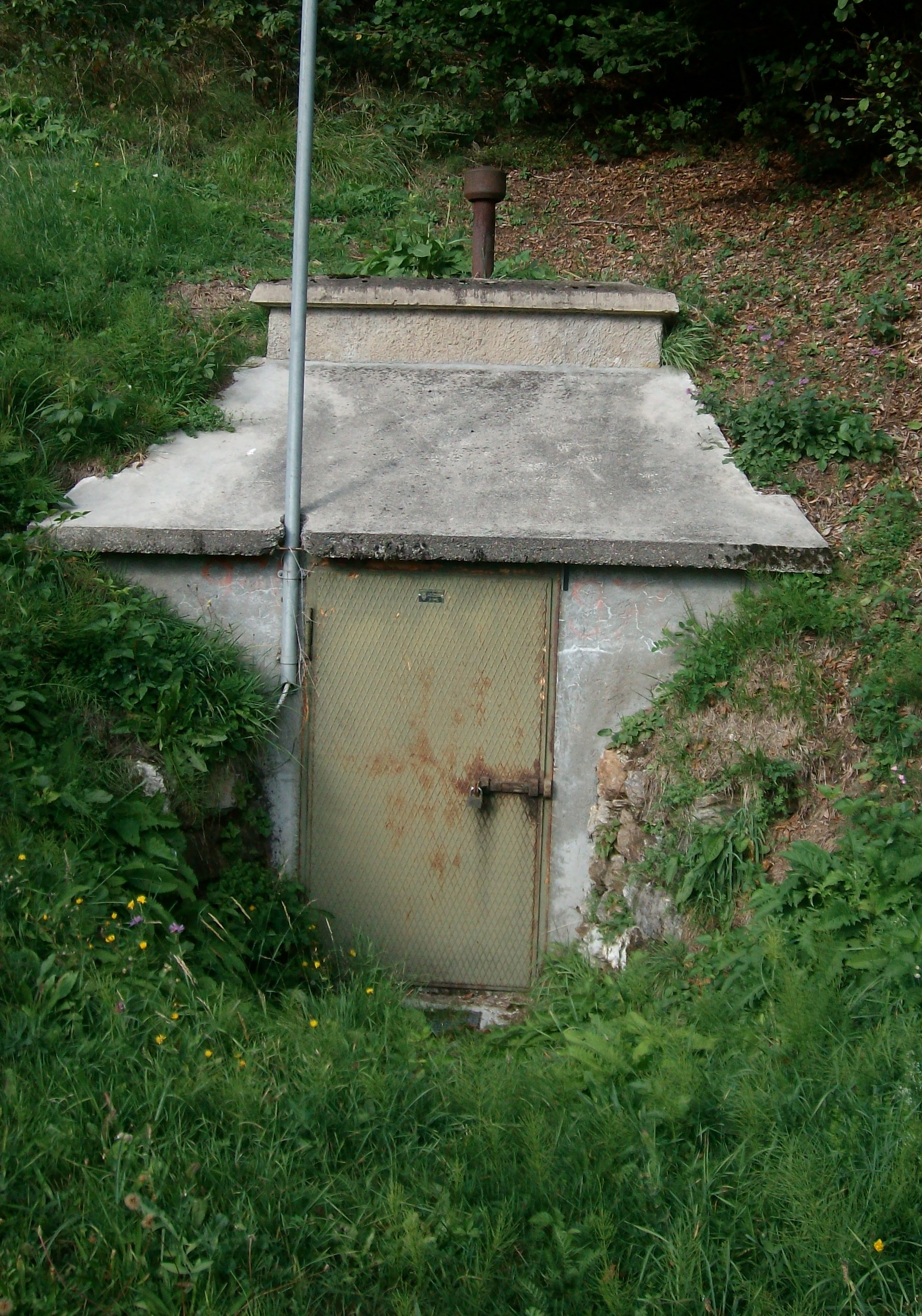
L'imbocco attuale di un cunicolo a Solàn del Sandro

Dal 1565 ai primi del Novecento vennero sfruttati alcuni giacimenti minerari nella zona sovrastante Imèr chiamata I Solivi; queste località eranoː.
- val di San Pietro c'era una galleria da dove si estraevano rame, argento e piombo, al momento non ci è giunta la sua esatta collocazione;
- località Baladói detto Klìnghental ober Imor c'è un cunicolo da dove si estraeva il ferro;
- località Solàn del Sandro si trovano vari cunicoli da dove si estraevano ferro e rame. Questi ultimi sono ancora oggi presenti e vengono utilizzati come acquedotti comunali, all'esterno si possono ancor notare i conoidi di materiale di scarto.

Il minerale estratto veniva poi fuso alla ferrarezza di Transacqua, per questo venne costruita la Via Nova ancora oggi praticabile che conduce da passo Gobbera alla suddetta Transacqua. Alla ferrarezza il minerale veniva lavorato per produrre delle barre più facilmente trasportabili a dorso d'asino.

### Simboli
Stemma
Lo stemma e il gonfalone di Imèr sono stati adottati con delibera del Consiglio comunale n. 45 del 28 luglio 1986 e approvati con D.G.P. n. 678 del 6 febbraio 1987, per ovviare al fatto che i comuni di Mezzano e Imèr presentavano il medesimo emblema, concesso con il regio decreto del 16 gennaio 1930 a seguito della loro unificazione del 1929 e rimasto lo stesso per entrambi anche dopo la separazione del 1947. Nel nuovo stemma sono stati mantenuti alcuni elementi rispetto al precedente: la partizione in tre fasce e i loro smalti; le due lontre poste sulle fasce inferiori sono state sostituite da una sola lontra nel centro, simbolo di Primiero fin dall'XI secolo.
Gonfalone
(D.G.P. 06/02/1987)

## Monumenti e luoghi d'interesse

### Architetture religiose
Nel Medioevo Imèr apparteneva alla diocesi di Feltre, infatti passò in quella di Trento solo nel 1786. Nel 1798 avvenne un'altra svolta importante sul piano religioso: Imèr diventò curazia indipendente da Mezzano, cui era stata fino ad allora associata.

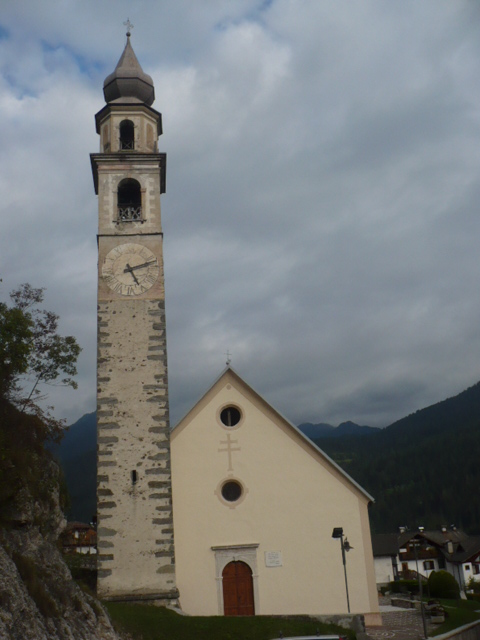
La chiesa dei santi Pietro e Paolo

- Chiesa dei Santi Pietro e Paolo, chiesa parrocchiale di Imèr. A causa delle antiche influenze della diocesi feltrina, infatti anche nel comune confinante di Lamon il patrono è San Pietro. Caratterizzata dal tipico ciborio ligneo trentino, il primo nucleo risale almeno al 1300, in quanto è citata per la prima volta in uno statuto del 1367. Venne ampliata a metà del 1500 e ancora nel settecento. Il campanile cinquecentesco venne ingrandito nel XIX secolo. Di fianco all'affresco di San Cristoforo si trova un portale dal gusto barocco detto Porta dei òmeni (Porta degli uomini in dialetto primierotto), chiamata così perché sbocca sulla navata destra, dove si sedevano gli uomini. Un affresco settecentesco all'esterno della chiesa raffigura San Cristoforo, protettore dei viaggiatori, mentre porta il Bambino Gesù al di là d'un fiume. La chiesa è scandita da tre navate. Il ligneo altar maggiore risalente al 1768 è consacrato alla Trinità, quello della navata a sinistra è sovrastato da una statua della Madonna con dietro una pala raffigurante Madonna del Rosario, sotto la quale si raccolgono i santi Silvestro (patrono di Primiero), Antonio abate, san Francesco e Maria Maddalena. Nella navata a destra si trovano una statua del Sacro Cuore di Gesù e una pala che rappresenta la Trinità con ai piedi san Giovanni Nepomuceno e San Bartolomeo, patroni della valle del Vanoi. Questi due altari laterali risalgono al 1763.
- Chiesetta di San Silvestro, risalente al Duecento e posta su una rupe del Monte Totoga a dominare lo stretto ingresso sulla valle. San Silvestro è il patrono della Valle di Primiero e si narra che, proprio in questa chiesetta a lui dedicata, abbia compiuto un miracolo, il miracolo di San Silvestro. Gli abitanti del Primiero vi si recano in pellegrinaggio ormai da secoli, in special modo il 31 dicembre ed il 1º di maggio.

### Architetture civili
Su varie abitazioni del paese stesso si possono notare delle pitture che, a causa della loro età, stanno scomparendo ad opera degli agenti atmosferici. Queste pitture hanno temi prevalentemente sacri.

#### Il municipio
Il municipio di Imèr, che si trova sul piazzale dei Piazza, è stato per secoli la residenza della famiglia nobile che aveva la maggior influenza sull'economia paesana: i Piazza, appunto. Il municipio rappresenta, insieme alla chiesa, uno degli edifici più antichi di Imèr.

## Società

### Evoluzione demografica
Abitanti censiti

### Etnie e minoranze straniere
Gli stranieri residenti a Imèr il 1º gennaio 2011 sono 34 (il 2,8% della popolazione totale).
La comunità straniera più numerosa è quella proveniente dalla Moldavia, con il 38,2% di tutti gli stranieri presenti sul territorio.

### Religione
La popolazione di Imèr è tradizionalmente cristiana cattolica, anche se con l'immigrazione degli anni più recenti si sta diversificando in varie direzioni.
Presente da diversi anni ad Imèr è una sala del regno dei testimoni di Geova, punto di riferimento per i fedeli dell'intera vallata.

lo stemma del paese

### Tradizioni e folclore
La popolazione è tradizionalmente legata ai vicini trentino-tirolesi come abbigliamento.
Anche la cucina è legata ai vicini alpini: tipici sono i canederli (qui si svolge la "Knoedelfest - Festa del canederlo", un evento diventato ormai una delle feste settembrine più famose dell'arco alpino), e la polenta. Esistono però altri cibi che sono unici della valle di Primiero, ad esempio le pàpe, la tosèla e il pandòlo.

## Cultura

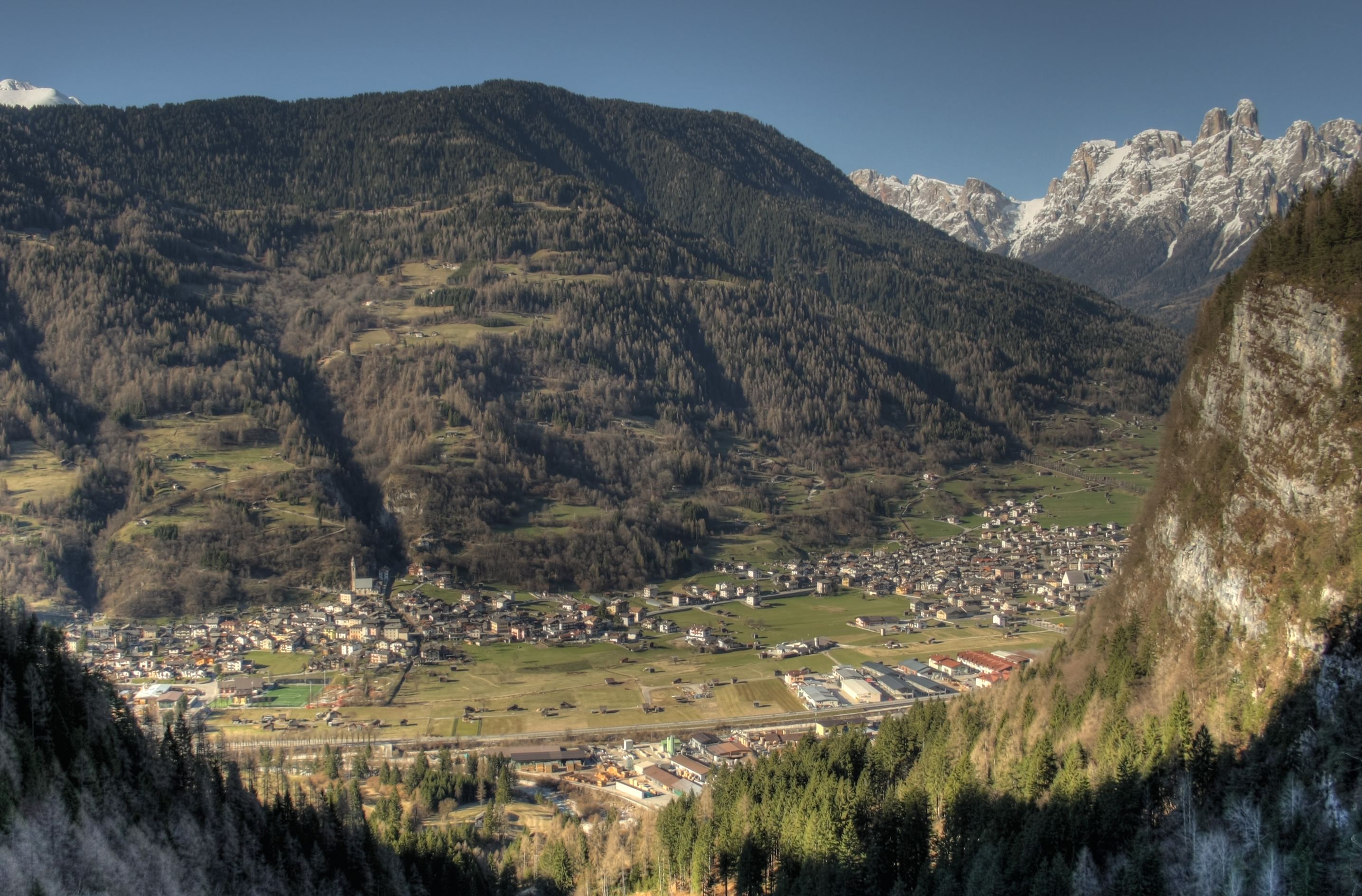
Imèr, sulla sinistra, in autunno

### Lingue e dialetti
La lingua più diffusa ad Imèr è un ramo del dialetto primierotto, variante locale del veneto feltrino, con molti termini germanofoni.
Praticamente tutte le persone conoscono l'italiano, raramente però parlato anche in casa al posto del dialetto locale.
La lingua straniera più conosciuta è il tedesco, specie nella sua variante tirolese, a causa sia dell'appartenenza del Trentino all'impero austro-ungarico fino alla fine della prima guerra mondiale, sia per la sua vicinanza alla provincia autonoma di Bolzano.

## Geografia antropica
La maggior parte della popolazione è concentrata nel paese stesso di Imèr ed in misura minore nelle frazioni di Masi, Pèze e Pontet. Quasi assenti sono le abitazioni isolate, usate in gran parte come masi.

## Economia

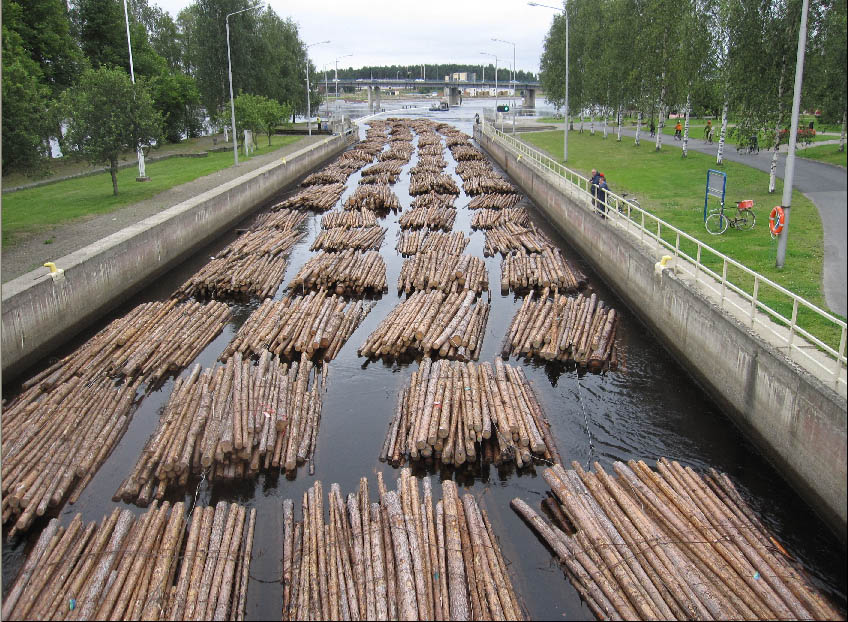
Dei tronchi fatti scivolare sull'acqua

Un tempo ad Imèr l'economia era basata principalmente su alcune attività: la maggior parte della popolazione era impiegata nell'agricoltura e nell'allevamento. Nelle malghe veniva poi prodotto il botìro de malga, rinomato burro esportato a Venezia.
Erano poi sviluppate la produzione di legno e la fluitazione di questo legno ancora verso Venezia. Infatti nella frazione di Masi c'era il cosiddetto Porto dei Masi dove affluivano tutte le Taie (Tronchi) del Primiero e da qui venivano fatte fluitare, in primavera, lungo il Cismon verso Venezia.

## Infrastrutture e trasporti
Come nella buona parte delle valli trentine anche in Primiero ed a Imèr i trasporti avvengono principalmente in automobile o con la copertura dell'azienda provinciale Trentino Trasporti, che stabilisce delle regolari corse in corriera per raggiungere i luoghi più vicini oppure le cittadine un po' più lontane.
Alle Giàre, nella parte bassa di Imèr, comincia anche la pista ciclabile che, passando per il comune di Mezzano, giunge fino a Siror in località Nolesca.

### Strade
Il comune è interamente affiancato dalla strada statale 50 del Grappa e del Passo Rolle.
Imer è anche il punto di inizio della strada provinciale 79 del Passo Brocon ed inoltre nei pressi della zona sud si trova un bivio che porta alla strada provinciale 221 della Val Noana.

## Amministrazione

### Gemellaggi
- Faicchio, dal 2011
È stato promosso dal fatto che Clotilde Micheli è nata ad Imèr, ma è vissuta per buona parte della vita a Faicchio, diventando poi beata[17].
- Piraquara[senza fonte]

### Altre informazioni amministrative
Nel 1927 il comune viene soppresso e i suoi territori aggregati al nuovo comune di Mezzano Imer; nel 1947 il comune viene ricostituito (Censimento 1936: pop. res. 1051).

## Sport

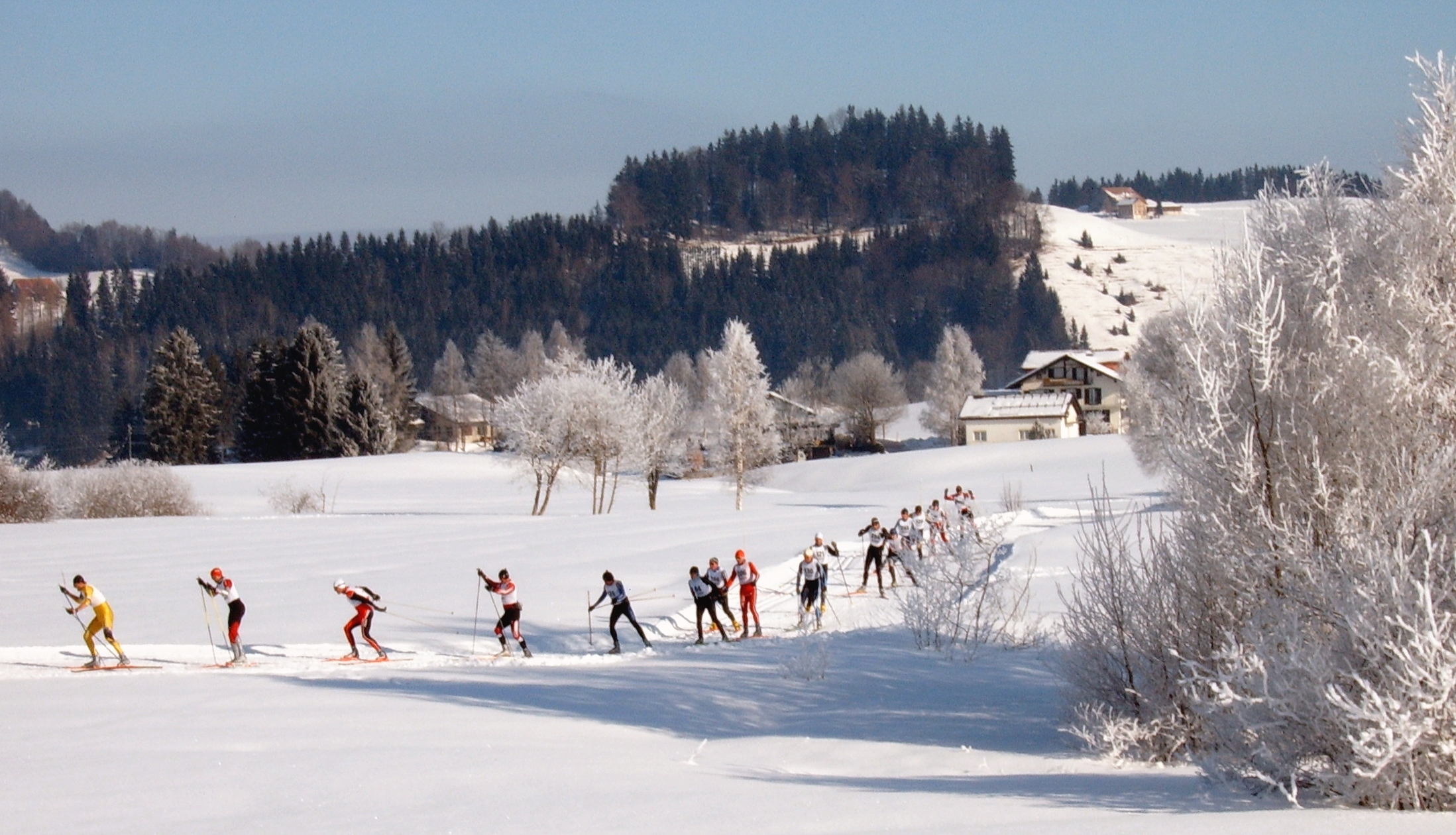
Praticanti dello sci di fondo

Lo sport tradizionalmente praticato a Imèr è lo sci nordico, infatti nella località Pèze ancora oggi vi è una pista denominata "Ski Arena Le Peze" e, talvolta anche nella località Giàre, per anni ci sono state delle piste in cui buona parte della popolazione praticava questo sport. Da qualche anno è presente anche un poligono di biathlon estivo, utilizzato nei mesi non invernali da parte di atleti anche della Nazionale italiana, posizionato lungo la pista ciclabile.
L'area sportiva di Imèr include un campo da calcio, attualmente in erba sintetica, utilizzato dai praticanti provenienti da tutta la Valle di Primiero, un campo da basket di recente rinnovamento, un campo da tennis ed un campo di "spàcere" (di origine veneta, gioco dei birilli o delle “spàcere” consiste nell’abbattere 9 birilli, disposti su un cavalletto).
Ad Imèr ha sede il Gruppo Sportivo Pavione, un'associazione sportiva dilettantistica che dà la possibilità di praticare sport di vario tipo ed impegnata in particolar modo nelle attività giovanili. L'ASD primeggia a livello nazionale ed internazionale soprattutto nello sport dell'orienteering.
Il paese ha dato i natali a numerosi atleti della Nazionale italiana, soprattutto nell'ambito degli sport invernali e dell'orienteering, tra cui al biathleta  Tommaso Giacomel.